# Kasteel Wickrath
Kasteel Wickrath is een barokke waterburcht met een openbaar toegankelijk park aan het riviertje de Niers in de nabijheid van Mönchengladbach (Stadtbezirk Wickrath) in de Duitse deelstaat Noordrijn-Westfalen. Een deel van het complex fungeert als paardenstoeterij.

## Geschiedenis
Het kasteel Wickrath, 11 km ten zuidwesten van Mönchengladbach gelegen, was al in de middeleeuwen de burcht van de heer van de heerlijkheid Wickrath (vanaf 1488 een rijksvrijheid; vanaf 1752 een graafschap). Wanneer het eerste kasteel werd gebouwd, is niet bekend, maar een burcht aan de Niers wordt al in 1068 vermeld. De oudst bekende heren van Wickrath zijn de graven van Are-Hochstade, wier oorspronkelijke stamburcht een mottekasteel in het vlakbij gelegen Grevenbroich was. In de 12e eeuw verplaatsten de graven van Are hun stamslot naar de Burg Are bij Altenahr. Vanaf de 14e eeuw blijken de graven, later hertogen van Gelre rechten op het kasteel te bezitten. In 1488 gaat het kasteel (met de heerlijkheid) over op de familie Hompesch; vanaf 1502 is de familie Quadt eigenaar.

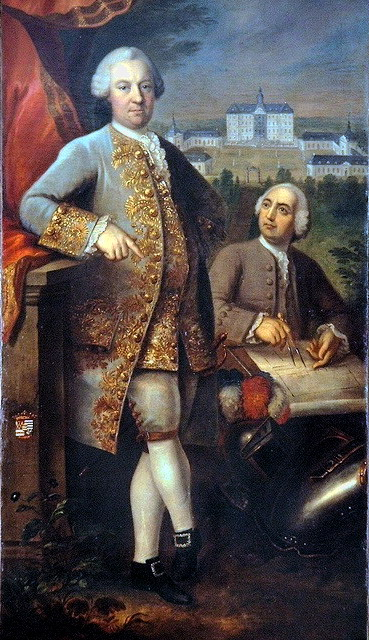
Graaf Von Quadt en Matheius Soiron voor kasteel Wickrath (1773)

In 1745 werd het oude kasteel door brand grotendeels verwoest. Graaf Wilhelm Otto Friedrich von Quadt liet tussen 1746 en 1772 het thans nog deels bestaande lustslot bouwen naar een ontwerp van de bouwmeesters François en Matheius Soiron uit Maastricht. Voor de Maastrichtse broers was dit hun magnum opus, waaraan ze een groot deel van hun leven werkten. Na afbraak van de restanten van het middeleeuwse kasteel, verrees op dezelfde plek een nieuw zomerverblijf voor de graaf, bestaande uit een groot herenhuis en twee losse paviljoens (de oostelijke en westelijke voorburcht), alles omringd door water, waarvoor het riviertje de Niers moest worden omgeleid. De eerste fase behelsde de realisering van het thans niet meer bestaande hoofdgebouw. De tweede bouwfase begon waarschijnlijk in 1751 met de bouw van de H-vormige paviljoens. Waarschijnlijk op verzoek van hun opdrachtgever, scheidden de Soirons het hoofdgebouw,  met het corps de logis, van de beide voorburchten, waardoor een originele variant ontstond op de cour d'honneur, de erehof.
Het hoofdgebouw van het lustslot werd in 1859 wegens bouwvalligheid gesloopt en vervangen door het huidige Landesstallmeisterhaus. De oostelijke en westelijke voorburchten bleven gespaard en zijn samen met de baroktuinen gerestaureerd. Met name de goed bewaard gebleven westelijke voorburcht, waarin zich de drieschepige Nassauer Stall met gestucte gewelven op hardstenen pilaren bevindt, geeft een goede indruk van de monumentale architectuur van het complex. Het ontwerp van het   park naar Frans voorbeeld is gebaseerd op de vorm van een vijfhoekige gravenkroon.

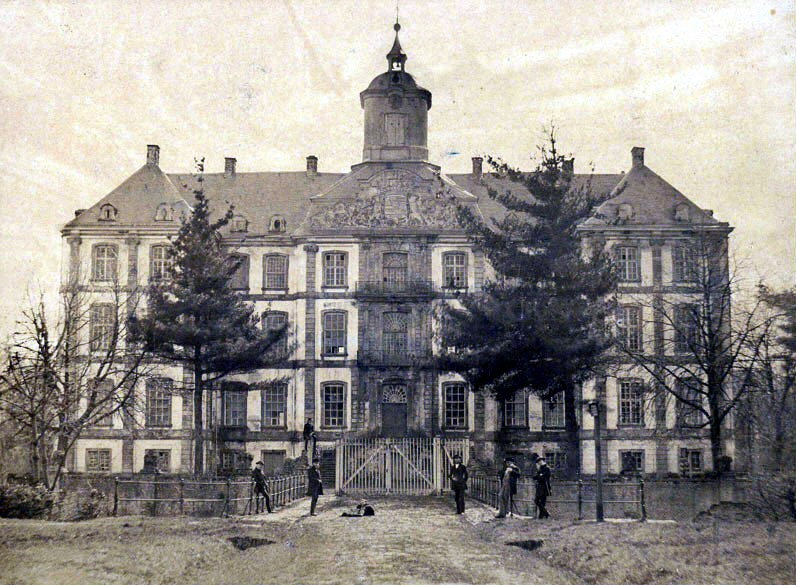
Oude hoofdgebouw
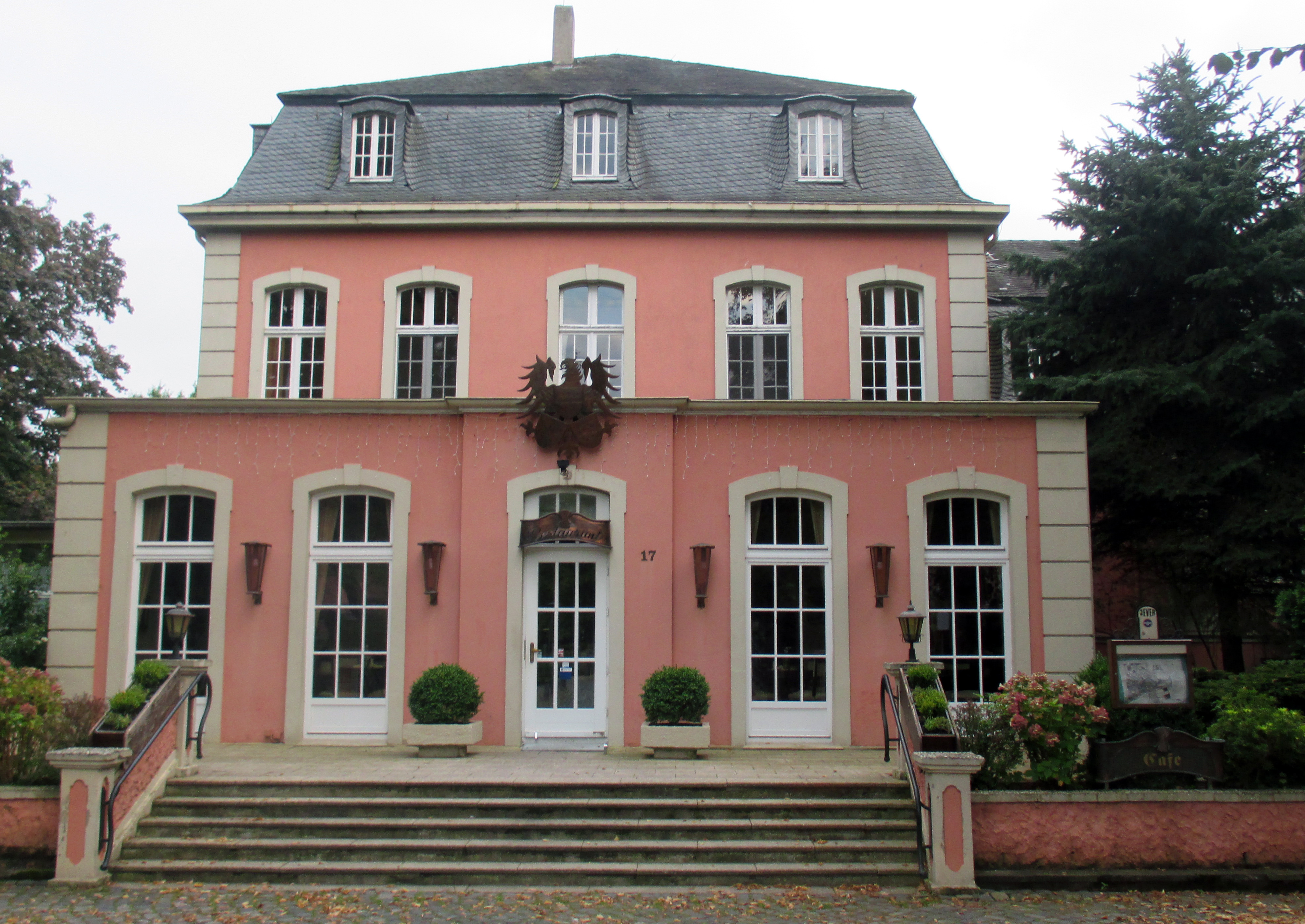
Nieuwe hoofdgebouw
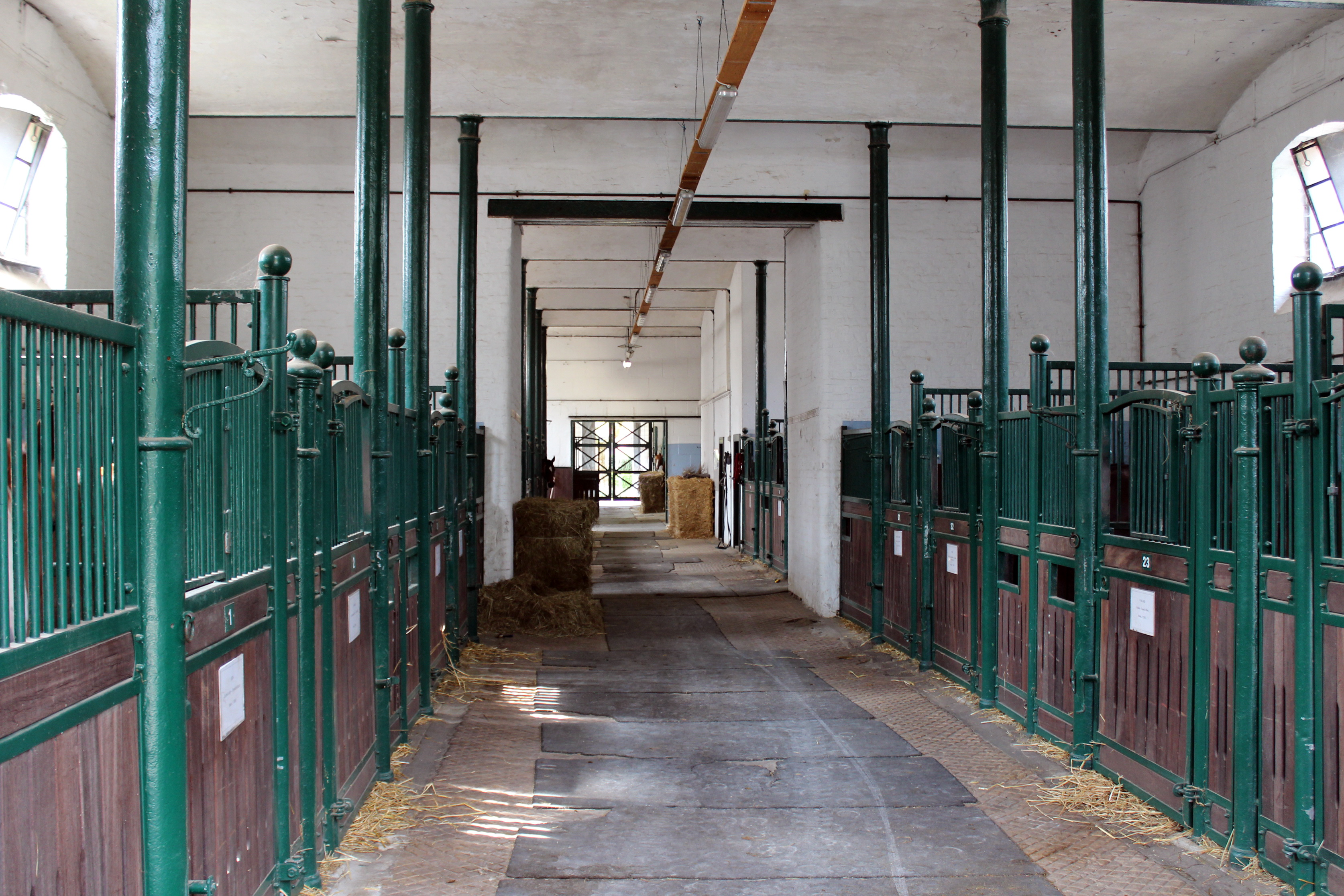
Paardenstallen
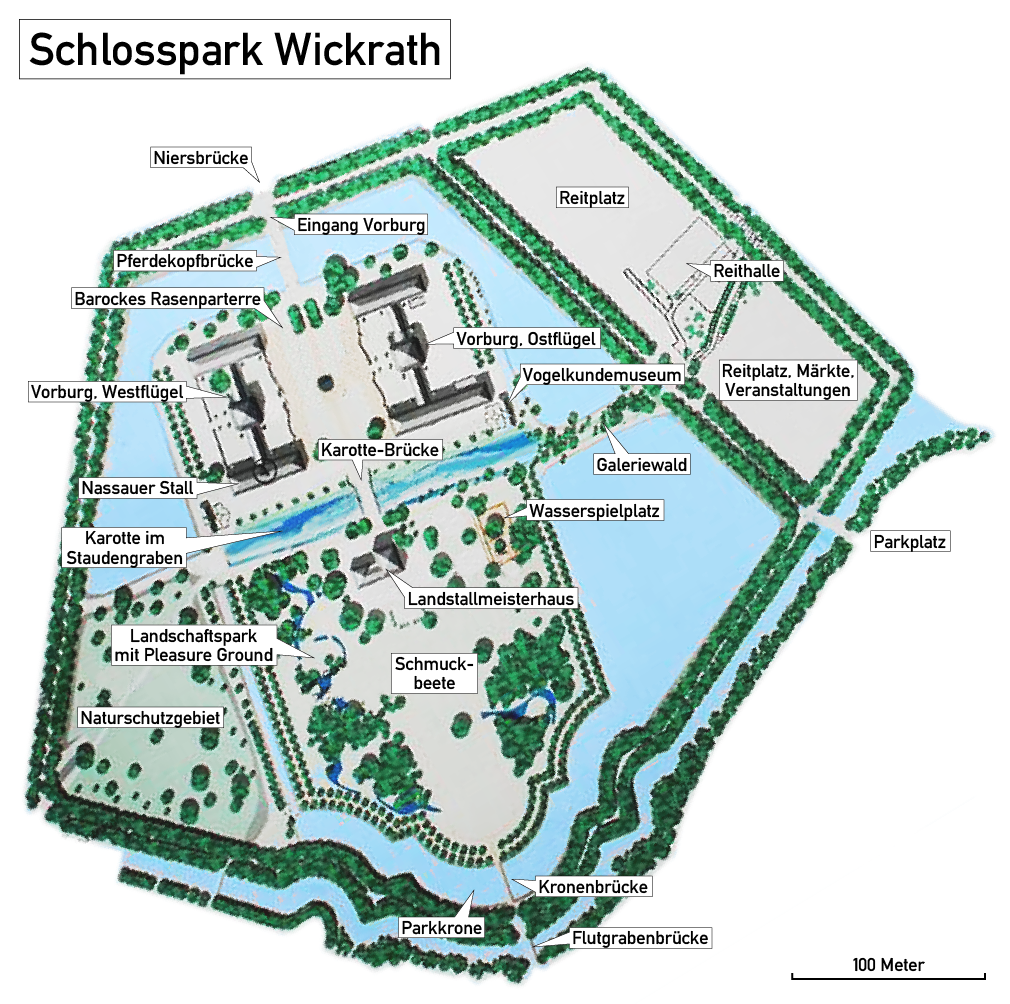
Parkaanleg